# Nikolai Michailowitsch Lissowski

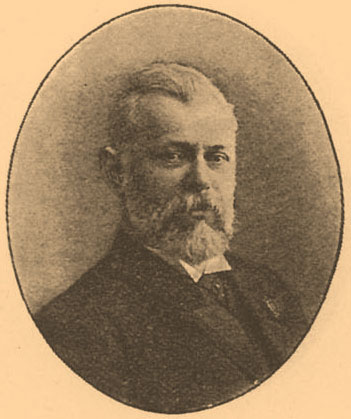
Nikolai M. Lissowski

Nikolai Michailowitsch Lissowski (russisch Николай Михайлович Лисовский; auch: Nikolaj M. Lisovskij; * 1. Januarjul. / 13. Januar 1854greg. in Moskau; † 19. September 1920 ebenda) war ein russischer Bibliograph und Hochschullehrer. Lissowski gilt als Begründer des russischen  Dokumentationswesens.

## Leben
Nikolai Lissowski studierte am Petersburger Forstinstitut. Ab 1881 war er Redakteur der Zeitschrift „Российская библиография“ (dt. Russische Bibliographie), die Artikel und Buchbesprechungen enthielt. Von 1884 bis 1894 gab er die Zeitschrift „Библиограф“ (dt. Der Bibliograph) heraus.
Lissowski Hauptwerk ist die 1915 abgeschlossene „Библиография русской периодической печати“ (dt. Bibliographie der periodischen Presse), eine nahezu vollständige Aufzählung aller russischen Zeitungen und Zeitschriften zwischen 1703 und 1900. 
Von 1913 bis 1917 gab Lissowski als Privatdozent Petersburger Universität spezielle Kurse im Dokumentationswesen, ab 1916 bis 1919 auch an der Moskauer Universität und an der Städtischen Volksuniversität „A. L. Schanjawski“ in Moskau.
Lissowski war Autor zahlreicher Artikel im Enzyklopädischen Wörterbuches von F. A. Brockhaus und I. A. Efron (Энциклопедический Словарь Брокгауза и Ефрона), u. a. zu den Einträgen „Buch“, „Buchwissenschaft“ und „Buchhandel“.

## Werke
- Библиография (Die Bibliographie). Sankt Petersburg 1900.
- Библиография русской периодической печати, 1703–1900 гг. Материалы для истории рус. журналистики (Bibliographie der russischen periodischen Presse 1703–1900. Materialien zur Geschichte des russischen Journalismus). Petrograd 1915.
- Книговедение, как предмет преподавания, его сущность и задачи (Buchwissenschaft als Gegenstand der Lehre, ihr Wesen und ihr Zweck). Petrograd 1915.